# Phạm Trường Sơn (Hà Tĩnh)
Phạm Trường Sơn (sinh ngày 27 tháng 12 năm 1967) là tướng lĩnh Quân đội nhân dân Việt Nam. Ông là Thượng tướng, hiện là Phó Tổng tham mưu trưởng Quân đội nhân dân Việt Nam, Đại biểu Quốc hội khóa XV từ Thừa Thiên Huế. Ông từng là Đảng ủy viên Đảng ủy Quân chủng, Phó Tư lệnh Quân chủng Phòng không – Không quân.
Phạm Trường Sơn là đảng viên Đảng Cộng sản Việt Nam, học vị Cử nhân Quân sự, Cao cấp lý luận chính trị. Ông có sự nghiệp hơn 30 năm phục vụ không quân trước khi chuyển sang Bộ Tổng tham mưu Quân đội nhân dân Việt Nam.

## Xuất thân và giáo dục
Phạm Trường Sơn sinh ngày 27 tháng 12 năm 1967 tại thị trấn Đức Thọ, huyện Đức Thọ, tỉnh Hà Tĩnh. 
Ông lớn lên và tốt nghiệp phổ thông ở Đức Thọ, vào tháng 7 năm 1985 thì nhập ngũ Quân đội nhân dân Việt Nam, vào Trường dự bị bay Không quân rồi đi học lái máy bay quân sự tại Krasnodar thuộc Liên Xô và tốt nghiệp vào tháng 10 năm 1988. 
Tháng 9 năm 2003, ông tới Học viện Phòng không – Không quân làm học viên đào tạo chỉ huy, tham mưu không quân cấp chiến thuật – chiến dịch cho đến tháng 7 năm 2006, tốt nghiệp Cử nhân Quân sự. 
Ông được kết nạp Đảng Cộng sản Việt Nam vào ngày 23 tháng 8 năm 1991, là đảng viên chính thức sau đó 1 năm, từng tham gia khóa chính trị tại Học viện Chính trị Quốc gia Hồ Chí Minh, nhận bằng Cao cấp lý luận chính trị. Hiện ông thường trú ở Phường 13, quận Tân Bình, Thành phố Hồ Chí Minh.

## Sự nghiệp
Tháng 11 năm 1988, sau khi tốt nghiệp sĩ quan không quân ở Krasnodar, Liên Xô, Phạm Trường Sơn trở về Việt Nam, nhận quân hàm Trung úy, là Phi công của Trung đoàn 937, Sư đoàn 370, Quân chủng Phòng không – Không quân. 
Trong giai đoạn 1988–2003, ông là phi công phản lực lái máy bay chiến đấu Su-22, Sukhoi Su-30MKK, tiêm kích đa năng, lần lượt thăng quân hàm Trung úy, Thượng úy, Đại úy, Thiếu tá, giữ các chức Biên đội trưởng Phi đội 1, Phi đội 2, rồi Phó Phi đội trưởng Phi đội 2 của Trung đoàn 937.
Vào tháng 9 năm 2003, ông thăng quân hàm Trung tá, là Phó Bí thư Chi bộ, Phi đội trưởng Phi đội 2, Trung đoàn 937, 
sau đó 3 năm, tháng 11 năm 2008 thì là Thượng tá, Phó Trung đoàn trưởng kiêm Tham mưu trưởng, rồi Trung đoàn trưởng, Ủy viên Thường vụ Đảng ủy, Phó Bí thư Đảng ủy Trung đoàn 937. 
Tháng 4 năm 2011, ông được bổ nhiệm làm Phó Sư đoàn trưởng kiêm Tham mưu trưởng Sư đoàn 370, rồi thăng quân hàm Đại tá, thăng chức Sư đoàn trưởng, Ủy viên Thường vụ Đảng ủy, Phó Bí thư Đảng ủy Sư đoàn 370, đồng thời là Đảng ủy viên Đảng ủy Quân chủng Phòng không – Không quân. 
Sang cuối năm 2018, ông là Phó Tham mưu trưởng Quân chủng, Đảng ủy viên Đảng ủy Bộ Tham mưu Quân chủng.
Tháng 12 năm 2019, Phạm Trường Sơn được được Thủ tướng Chính phủ Nguyễn Xuân Phúc bổ nhiệm làm Phó Tư lệnh Quân chủng Phòng không – Không quân, đồng thời được Chủ tịch nước Nguyễn Phú Trọng phong quân hàm Thiếu tướng. 
Năm 2021, với sự giới thiệu của Đảng ủy Quân chủng Phòng không – Không quân, ông ứng cử đại biểu quốc hội từ Thừa Thiên Huế, tại đơn vị bầu cử số 1 gồm thị xã Hương Trà và các huyện Phong Điền, Quảng Điền, A Lưới, rồi trúng cử Đại biểu Quốc hội khóa XV với tỷ lệ 83,54%.
Ngày 20 tháng 8 năm 2022, ông được bổ nhiệm làm Phó Tổng tham mưu trưởng Quân đội nhân dân Việt Nam.
Tháng 12 năm 2023, ông được phong quân hàm Trung tướng.

## Khen thưởng
- Huân chương Bảo vệ Tổ quốc hạng Nhất;
- Huân chương Chiến công hạng Nhì;
- Huy chương Quân kỳ quyết thắng;
- Huân chương Chiến sĩ vẻ vang I, II, III;

## Lịch sử thụ phong quân hàm
| Quân hàm |             |             |              |  |  |  |  |  |  |  |  |
| Cấp bậc  | Thiếu tướng | Trung tướng | Thượng tướng |  |  |  |  |  |  |  |  |
|          |             |             |              |  |  |  |  |  |  |  |  |